# 畑耕一郎
畑 耕一郎（はた こういちろう、1947年- ）は、日本の料理人。
大阪料理を研鑽する「大阪料理会」の相談役、大阪あべの辻調理師専門学校理事・技術顧問、放送大学非常勤講師。

## 略歴
大阪生まれ。1967年辻調理師学校（当時）を卒業後、同校に入職、日本料理の専門教育の道を歩む。
教壇に立つかたわら、テレビ、ラジオ、出版など、幅広く活躍。 18年間続いたテレビ「料理天国」（TBS）や「上沼恵美子のおしゃべりクッキング」（朝日放送テレビ）を12年間担当。 「料理大学」「料理の「り」」（スカイA）などに出演。

## 著書
- 『たき込みごはんと汁 日本料理のコツ』新潮文庫 1986
- 『酒の肴 日本料理のコツ』新潮文庫 1987
- 『プロのためのわかりやすい日本料理』柴田書店 1998
- 『「辻調」直伝家庭の和食』講談社のお料理book 2000
- 『和風のおかずおいしい基本 (上沼恵美子のおしゃべりクッキング 人気のおかず総集版/和風)』学習研究社 2000
- 『「辻調」直伝味ごはんと一汁一菜 (講談社のお料理book)』講談社 2001
- 『簡単スピードcooking和風のおかず (上沼恵美子のおしゃべりクッキング 人気のおかず総集版)』学習研究社 2003
- 『「辻調」直伝和食のコツ』講談社+α文庫 2006
- 『日本料理基礎から学ぶ器と盛り付け』柴田書店 2009

### 共著
- 『やさしい日本料理』後藤金吉共著 鎌倉書房 1976
- 『日本料理入門』山本泰昭共著 鎌倉書房 1985
- 『英語で日本料理』近藤一樹共著 講談社インターナショナル 1997
- 『日本料理のコツ』杉田浩一,比護和子共著 角川ソフィア文庫 2017